# 슬라뱐스키 불바르역
슬라뱐스키 불바르 역(러시아어: Славянский бульвар)은 모스크바 지하철 아르바츠코 포크롭스카야 선의 역이다. 2008년 9월 7일에 파르크 포베디 역과 쿤쳅스카야 역 사이에 개장했다. 역명은 인근에 위치한 대로의 이름을 따서 지어졌다.

## 역사
이 역은 2008년 9월 7일에 177번째의 모스크바 지하철 역으로 개장했다.

## 구조
슬라뱐스키 불바르 역은 플랫폼 높이 8.5m에 폭이 약 20m인 단일 철근 콘크리트 역의 구조이다. 본 역은 162m 길이와 10m 넓이의 섬식 승강장 형태이다.
본 역은 두 개의 지하 로비가 존재하고, 동쪽 로비는 화강암 계단 플랫폼(너비가 6m), 서쪽은 3개의 에스컬레이터가 있는 기울어진 통로와 연결되어 있다. 대합실로 가는 길은 지하 통로를 통해 갈 수 있다. 조명 패널이 설치된 입구 위에 올라가는 엘리베이터가 두 개 있다.

## 사고
2017년 12월 25일, 슬라뱐스키 불바르 역의 한 출입구에서 대중 버스가 출입구 계단 아래로 추락하면서 4명의 사망자가 발생한 사고가 있었다.